# ワンリーズワカヤマ
ワンリーズ和歌山（Onelys Wakayama）は、和歌山県和歌山市に本拠を置く日本社会人バスケットボールリーグ（SBL）のチーム。SB1リーグに所属。

## 概要
元デフバスケットボール日本代表監督の上田頼飛が理事長を務める認定特定非営利活動法人one-s futureが2021年4月に結成。2024年7月より株式会社ワンリーズが運営。
チーム名はONEとONLYを合わせた造語で、「一人ひとりが『これだけは負けない』ものを磨くだけでなく、苦手も得意にして羽ばたこう」という意味が込められている。
プロチームのみならず和歌山などでバスケットボールスクールも展開している。

## 歴史

### 草創期
初代ヘッドコーチには代表の上田が、アシスタントコーチには佐藤浩貴が就任。和歌山県リーグに所属した後、2024年の入れ替え戦で和歌山トライアンズに勝利し地域リーグ昇格、2025年の入れ替え戦で黒田電気ブリット・スピリッツに勝利しSB1リーグ昇格を決めた。